# دلقو

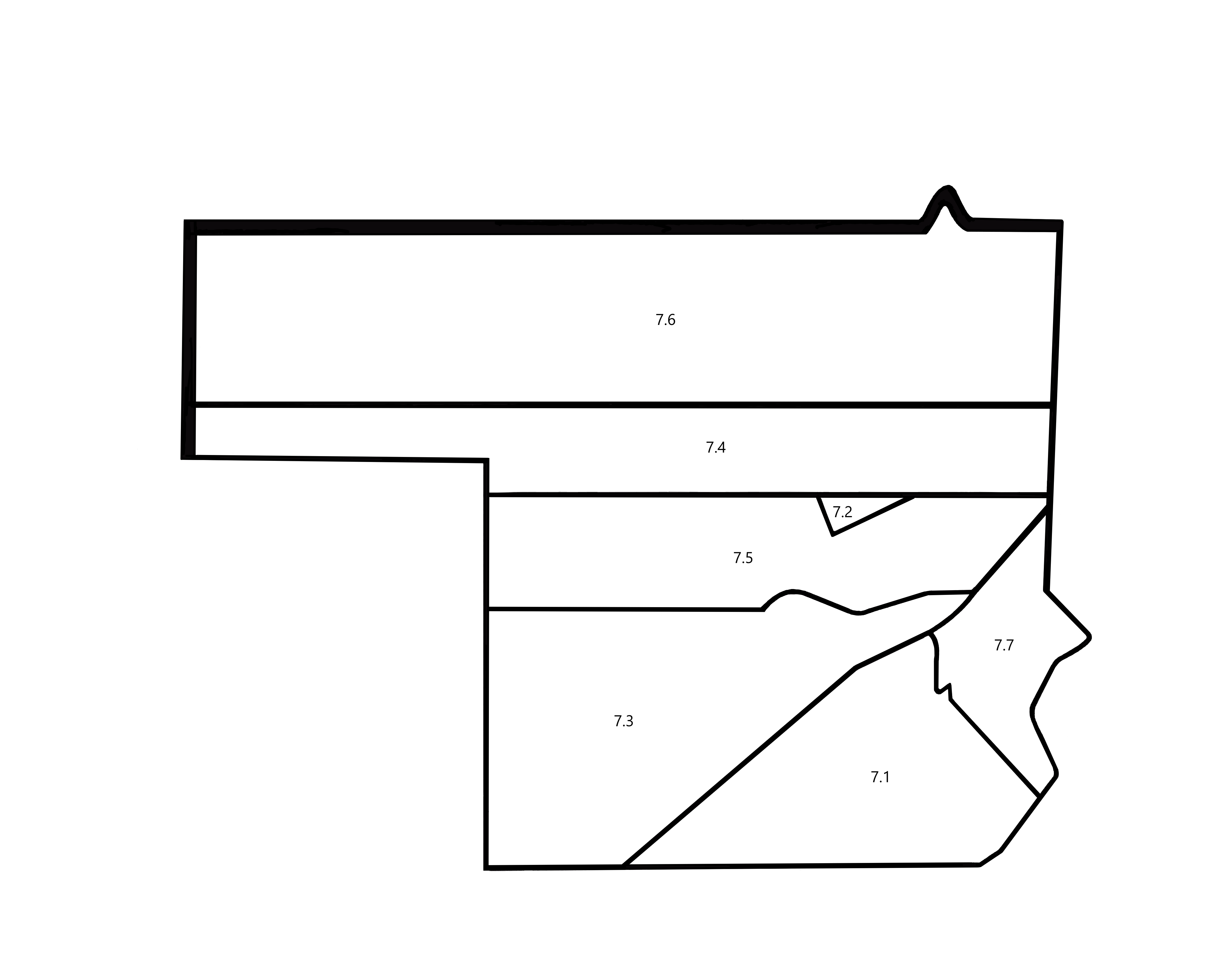
أحياء شمالية، السودان مرقمة على التوالي:7.1 الضبة 7.2 البرقيق 7.3 القليد 7.4 دلقو 7.5 دنقلا 7.6 حلفا

دلقو إحدى محليات السودان تقع في منطقة النوبة وهي حاضرة المحس كما تحتوي على آثار قديمة.